# Nurculuk
Nurculuk ist eine Bezeichnung für die auf Said Nursî zurückgehende religiöse Reformbewegung in der Türkei. Der Begriff Nurcu (in etwa „Anhänger des Lichts“) wird von vielen Anhängern benutzt, jedoch auch von vielen als diskriminierend und als unrichtig abgelehnt.

## Anfänge und Ziele der Bewegung
Der Gründer der Nurculuk-Bewegung war der kurdisch-türkische islamische Gelehrte Said Nursi, dessen Tätigkeit in Ablehnung der Reformpolitik Atatürks ab 1923 darauf ausgerichtet war, den Islam wiederzubeleben und mit den Erfordernissen der modernen Welt zu versöhnen. Said Nursi war zu jener Zeit etwa 50 Jahre alt. Dreh- und Angelpunkt war das literarische Schaffen Said Nursis, das ca. 150 Schriften umfasst, die er teils in der Verbannung oder in Gefängnissen in osmanischer Schrift verfasste. Diese Werke wurden von seinen Anhängern kopiert, verbreitet und gelesen. Diese Kopier- und Lektüretätigkeit war die Keimzelle der Nurculuk-Bewegung. Ziel Said Nursis und seiner Bewegung war ein panislamischer Staat mit Mekka und Medina als Zentrum und der Scharia als Rechtsordnung.

## Untergruppen der Nur Cemaati
Die erste Abspaltung ereignete sich bereits zu Lebzeiten Said Nursis. Als 1956 der Druck der Werke Said Nursis erlaubt wurde, entschied er, dass diese in Lateinschrift publiziert werden sollten.
Die Mehrheit der Anhänger Said Nursis sammelte sich nach dessen Tod 1960 hinter dem Rat der ağabeys, seiner engsten Weggefährten zu Lebzeiten. Ihre wichtigsten Vertreter waren Zübeyir Gündüzalp, Mustafa Sungur und Bayram Yüksel. Vor allem Mitte der 1960er Jahre und erneut nach dem Militärputsch von 1971 verfolgten staatliche Stellen die Nur-Schüler wegen vermeintlich staatsfeindlicher Aktivitäten, welche nie nachgewiesen wurden. Diese Gruppierung gab ab 1971 die Tageszeitung Yeni Asya (deswegen Yeni Asyacılar), und ab 1977 die Monatszeitschrift „Köprü“ heraus. In den siebziger Jahren bekämpften sie den Einfluss des Marxismus in der türkischen Gesellschaft. Sie unterstützten jedoch nicht die Anhänger Necmettin Erbakans Millî-Görüş-Bewegung, da sie deren Politkonzept als undemokratische politische Instrumentalisierung der Religion verwerfen. Nach dem Militärputsch von 1980 wurden ihre Zeitschriften mehrfach verboten, weil sie gegen die vom Militär erlassene Verfassung polemisierten. Die Parteinahme gegen das Militärregime und die Mutterlandspartei von Turgut Özal war jedoch nicht unumstritten. 1990 spaltete sich schließlich die Gruppe der Yeni Nesil (= Neue Generation) um Mehmed Fırıncı von der Yeni Asya-Gruppe ab. Die Neue Generation betreiben einen Verlag und den Radiosender „Moral FM“. Ihr Verlag publiziert zahlreiche Romane, Sachbücher und Ratgeber.
Bereits 1980 hatte sich eine Gruppe von Nurcus um den in Erzurum lebenden Mehmed Kırkıncı abgespalten, weil sie den Putsch von Kenan Evren befürworteten. Später unterstützten sie die Mutterlandspartei von Turgut Özal. Generell sind die politischen Vorstellungen dieser Fraktion autoritärer. Ihr steht die Zeitschrift „Zafer“ nahe.
Eine große Gruppe von Nur-Schüler um Mustafa Sungur formierte sich zur Gruppe der Okuyucular (= Leser), welche sich selbst als die „klassische Form“ der Nurculuk-Bewegung betrachtet. Sie legen das Schwergewicht auf die Lektüre der Schriften von Said Nursi.
Für eine stärker intellektuelle Ausrichtung steht dagegen die Zeitschrift Karakalem.
Daneben besteht eine Vereinigung von Nurcus kurdischer Herkunft, die in Istanbul den Verlag Tenvir Neşriyat betreibt. Da sie die anderen Nurcu-Fraktionen des türkischen Chauvinismus zeihen, sind deren Beziehungen zu ihnen gespannt.

### Gülen-Bewegung
Eine Sonderrolle spielt Fethullah Gülens Bewegung, die in den späten 1960er Jahren als lokale Gruppierung in İzmir und Umgebung entstand und ab Mitte der 1980er in andere Teile der Türkei expandierte. Er wird von Wissenschaftlern als bedeutendster Vertreter und zentrale Führungsperson der Schüler Said Nursis betrachtet, obwohl er sich nie als Nurcu bezeichnet hat. Bereits als Kind kam er u. a. durch den einflussreichen Sufi-Lehrer Muhammed Lutfi Efendi mit den Lehren Said Nursis in Berührung. Besonders geprägt wurde Gülen von Said Nursis Reinterpretation des Korans im Lichte moderner Wissenschaft, vom Bekenntnis zur Demokratie und der Verbindung zwischen Vernunft und Offenbarung. Nursis Ideen wurden zu Eckpfeilern von Gülens späteren Lehren und Schriften.
Der Gülen-Bewegung werden hunderttausende Mitglieder zugerechnet, was sie zu einer der größten – wenn nicht sogar der größten – islamischen Bewegung in der Türkei macht. Die Gülen-Bewegung verfügt über hunderte von Unterorganisationen und Kongressen in etwa 50 Ländern.
Der Bewegung Fethullah Gülens wird inner- und außerhalb der Türkei vorgeworfen, eine systematische Unterwanderung der türkischen Polizei und Justiz anzustreben und dadurch einen Staat im Staat errichten zu wollen. Nach dem gescheiterten Putschversuch in der Türkei 2016 wurde die Gülen-Bewegung als Drahtzieher benannt (ohne dass dafür konkrete Beweise vorgelegt wurden), und über 45.000 Militärs, Polizisten, Richter, Gouverneure und Beamte als (wirkliche oder angebliche) Anhänger Gülens verhaftet oder suspendiert.

### Nurcus in Europa
Die Nurculuk-Bruderschaft, deren Gesamtleitung in der Verantwortung einer Arbeitsgemeinschaft gleichberechtigter „Brüder“ in Istanbul liegt, soll nach eigener Darstellung in 100 Ländern weltweit 10 Millionen Mitglieder haben.
In Deutschland ist die Nurculuk-Bewegung in dem Dachverband Jam'at-un Nur (Islamische Gemeinschaft des göttlichen Lichtes e.V.) mit Sitz in Köln organisiert. Deren Vervierfachung der Mitgliederzahl in der zweiten Hälfte der 1990er Jahre ist auch ein Erfolg Fethullah Gülens, der im Dezember 1994 eine intensive Öffentlichkeitskampagne startete. Nach eigenen Angaben hat sie in Deutschland 120 Medressen. Ähnliche Vereinigungen bestehen in Österreich und den Niederlanden.
In Deutschland werden die Risale-i Nur Schüler und die Nurculuk Bewegung vom Dachverband „European Risale-i Nur Association“ vertreten.

## Religiöse Praktiken und das Gemeinschaftsleben der Nurcus
Im Mittelpunkt der religiösen Praxis der Nurcus steht die sohbet, eine Zusammenkunft nach dem Abendgebet, bei dem unter anderem aus den Werken Said Nursis (Risale-i Nur) rezitiert wird, die die Wunder des Islam aufzeigen.
Die Nurcus unterhalten zahlreiche Studentenwohnheime, die nach religiösen Prinzipien geleitet werden.
Als Sprachrohr der Bewegung gilt die Tageszeitung Yeni Asya.